# RED LINE/ライフ イズ ビューティフル!
「RED LINE/ライフ イズ ビューティフル!」（レッド・ライン/ライフ イズ ビューティフル!）は、2023年12月13日にアップフロントワークス（hachamaレーベル）から発売・および配信されたアンジュルムの16枚目のシングル。

## 概要
- 11期メンバーである下井谷幸穂・後藤花初参加シングル。
- 初回生産限定盤A・B・スペシャル（以下SP）、通常盤A・Bの5形態での発売。SPを含む初回生産限定盤はCD+Blu-ray Disc、通常盤はCDのみの商品構成。通常盤の初回仕様のみ、トレカサイズ生写真ソロ11種+キラ仕様集合1種よりランダムにて1枚封入（通常盤Aは「RED LINE」Ver.、通常盤Bは「ライフ イズ ビューティフル!」Ver.）。

## 収録曲

### 初回生産限定盤A・B・SP・通常盤A・B
1. RED LINE
作詞・作曲：山崎あおい、編曲：浜田ピエール裕介
  - TBSテレビ（関東ローカル・TVer・TBS FREE限定）『ふるさとの未来』2024年1月度エンディングテーマ
2. ライフ イズ ビューティフル!
作詞：西野蒟蒻、作曲・編曲：炭竃智弘
3. RED LINE（Instrumental）
4. ライフ イズ ビューティフル!（Instrumental）

### 初回限定盤Blu-ray Disc
- A
  - RED LINE（Music Video）
  - RED LINE（Dance Shot Ver.）
  - RED LINE（メイキング映像）

- B
  - ライフ イズ ビューティフル!（Music Video）
  - ライフ イズ ビューティフル!（Dance Shot Ver.）
  - Piece of Peace～しあわせのパズル～（メイキング映像）

- SP（BD「ROCK IN JAPAN FESTIVAL 2023(8月13日 千葉市蘇我スポーツ公園)ライブ映像」）
  - OPENING
  - アイノケダモノ
  - Survive～生きてく為に夢を見んだ
  - 私、ちょいとカワイイ裏番長
  - 愛すべきべき Human Life
  - MC
  - 46億年LOVE
  - 大器晩成
  - 夏将軍

## リリース日一覧
| 地域 | リリース日     | レーベル               | 規格                          | カタログ番号                       |
| ---- | -------------- | ---------------------- | ----------------------------- | ---------------------------------- |
| 日本 | 2023年12月13日 | hachama/UP-FRONT WORKS | CDマキシシングル+Blu-ray Disc | HKCN-50785〜6（初回生産限定盤A）   |
| 日本 | 2023年12月13日 | hachama/UP-FRONT WORKS | CDマキシシングル+Blu-ray Disc | HKCN-50787〜8（初回生産限定盤B）   |
| 日本 | 2023年12月13日 | hachama/UP-FRONT WORKS | CDマキシシングル+Blu-ray Disc | HKCN-50789〜90（初回生産限定盤SP） |
| 日本 | 2023年12月13日 | hachama/UP-FRONT WORKS | CDマキシシングル              | HKCN-50791（通常盤A）              |
| 日本 | 2023年12月13日 | hachama/UP-FRONT WORKS | CDマキシシングル              | HKCN-50792（通常盤B）              |
| 日本 | 2023年12月13日 | hachama/UP-FRONT WORKS | ダウンロードシングル          | HKCN-50791（LC-AAC）               |
| 日本 | 2023年12月13日 | hachama/UP-FRONT WORKS | ダウンロードシングル          | HKCN-50791-HR（FLAC・96kHz/24bit） |

## 参加メンバー
- 3期：佐々木莉佳子
- 4期：上國料萌衣
- 6期：川村文乃
- 7期：伊勢鈴蘭
- 8期：橋迫鈴
- 9期：川名凜、為永幸音、松本わかな
- 10期：平山遊季
- 11期：下井谷幸穂、後藤花